# Tetralycosa alteripa
Tetralycosa alteripa är en spindelart som först beskrevs av McKay 1976.  Tetralycosa alteripa ingår i släktet Tetralycosa och familjen vargspindlar.
Artens utbredningsområde är Western Australia. Inga underarter finns listade i Catalogue of Life.